# Wheels of Steel
 (février 2021).
Si vous disposez d'ouvrages ou d'articles de référence ou si vous connaissez des sites web de qualité traitant du thème abordé ici, merci de compléter l'article en donnant les références utiles à sa vérifiabilité et en les liant à la section « Notes et références ».
 (février 2021).
La mise en forme du texte ne suit pas les recommandations de Wikipédia : il faut le « wikifier ».
Les points d'amélioration suivants sont les cas les plus fréquents. Le détail des points à revoir est peut-être précisé sur la page de discussion.
- Les titres sont pré-formatés par le logiciel. Ils ne sont ni en capitales, ni en gras.
- Le texte ne doit pas être écrit en capitales (les noms de famille non plus), ni en gras, ni en italique, ni en « petit »…
- Le gras n'est utilisé que pour surligner le titre de l'article dans l'introduction, une seule fois.
- L'italique est rarement utilisé : mots en langue étrangère, titres d'œuvres, noms de bateaux, etc.
- Les citations ne sont pas en italique mais en corps de texte normal. Elles sont entourées par des guillemets français : « et ».
- Les listes à puces sont à éviter, des paragraphes rédigés étant largement préférés. Les tableaux sont à réserver à la présentation de données structurées (résultats, etc.).
- Les appels de note de bas de page (petits chiffres en exposant, introduits par l'outil «  Source ») sont à placer entre la fin de phrase et le point final[comme ça].
- Les liens internes (vers d'autres articles de Wikipédia) sont à choisir avec parcimonie. Créez des liens vers des articles approfondissant le sujet. Les termes génériques sans rapport avec le sujet sont à éviter, ainsi que les répétitions de liens vers un même terme.
- Les liens externes sont à placer uniquement dans une section « Liens externes », à la fin de l'article. Ces liens sont à choisir avec parcimonie suivant les règles définies. Si un lien sert de source à l'article, son insertion dans le texte est à faire par les notes de bas de page.
- La présentation des références doit suivre les conventions bibliographiques. Il est recommandé d'utiliser les modèles {{Ouvrage}}, {{Chapitre}}, {{Article}}, {{Lien web}} et/ou {{Bibliographie}}. Le mode d'édition visuel peut mettre en forme automatiquement les références.
- Insérer une infobox (cadre d'informations à droite) n'est pas obligatoire pour parachever la mise en page.

Pour une aide détaillée, merci de consulter Aide:Wikification.
Si vous pensez que ces points ont été résolus, vous pouvez retirer ce bandeau et améliorer la mise en forme d'un autre article.
Albums de Saxon
Saxon
(1979) Strong Arm of the Law
(1980)
Wheels of Steel est le deuxième album studio du groupe de heavy metal anglais Saxon, sorti le 5 mai 1980 et produit par Saxon et Pete Hinton.
Ce second album révèle la vraie identité musicale de Saxon, représentant de la New wave of British heavy metal (NWOBHM), qui va faire de ce combo une valeur sûre de cette musique pour quelques années[Interprétation personnelle ?]...

## Liste des titres
- Paroles, musiques, arrangements : Byford, Quinn, Oliver, Dawson, Gill
- 6 derniers titres : bonus réédition 1997

1. Motorcycle Man - 4:00
2. Stand Up and Be Counted - 3:09
3. 747 (Strangers in the Night) - 4:58
4. Wheels of Steel - 5:58
5. Freeway Mad - 2:41
6. See the Light Shining - 4:55
7. Street Fighting Man - 3:12
8. Suzie Hold On - 4:34
9. Machine Gun - 5:23
10. Judgement Day (live) - 5:38
11. Wheels of Steel (7" version) - 4:30
12. See the Light Shining (live) (1997) - 5:31
13. Wheels of Steel (live) (1982) - 9:26
14. 747 (Strangers in the Night) (live) (1982) - 4:55
15. Stallions of the Highway (live) (1997) - 3:17

## Composition du groupe
- Biff Byford, chant
- Paul Quinn, guitare
- Graham Oliver, guitare
- Steve Dawson, basse
- Pete Gill, batterie

## Crédits
- Produit par Pete Hinton & Saxon
- Titres 1 à 11, réalisés par Will Reid Dick
- Titres 12 à 14, enregistrés Live à l'Hammersmith Odeon en décembre 1981

## Autres
La chanson Wheels of Steel apparait sur le jeu vidéo Grand Theft Auto IV.